# Zanthoxylum monogynum
Zanthoxylum monogynum là một loài thực vật có hoa trong họ Cửu lý hương. Loài này được A. St.-Hil. miêu tả khoa học đầu tiên năm 1824.